# Charles Garnier (architect)

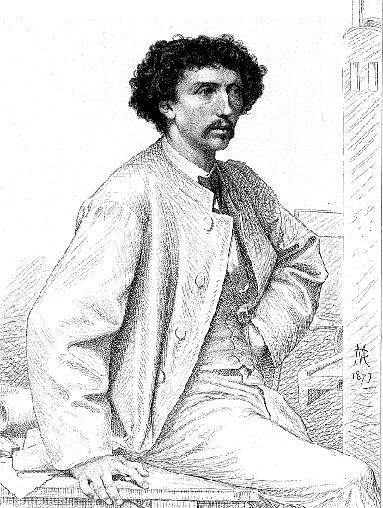
Charles Garnier

Charles Garnier (Parijs, 6 november 1825 - aldaar, 3 augustus 1898) was een Frans architect. Zijn beroemdste creatie is de naar hem genoemde Opéra Garnier in Parijs. Garnier was een van de belangrijkste boegbeelden van de beaux-arts.
Garnier werd geboren aan de rue Mouffetard te Parijs, en niet te Saint-Calais zoals wel wordt beweerd. Na zijn communie werd hij naar een school in Bellême gestuurd. In 1838 keerde hij weer in Parijs terug. Hij volgde tekenonderwijs en was leerling bij enkele architecten tot hij in 1842 werd toegelaten tot de École des Beaux Arts. In 1848 kreeg hij de Prix de Rome. Van 1849 tot 1853 woonde hij in Rome, en hij bezocht Griekenland samen met Edmond About, en Constantinopel met Théophile Gautier.
In 1858 trouwde Gautier met Louise Bary. Het echtpaar zou twee kinderen krijgen.
In 1860 werd zijn inzending voor de nieuwe opera van Parijs als winnend ontwerp gekozen met als gevolg de totstandkoming van de Opéra Garnier. In de periode van 1878 tot 1879 nam hij de grootscheepse verbouwing van het Monte Carlo Casino onder handen. De grootste uitbreiding betrof het toevoegen van een concertzaal die later Salle Garnier werd genoemd. In 1880/1882 bouwde hij het Panorama Marigny (Théatre Marigny) in Parijs. In de Italiaanse plaats Bordighera bouwde hij een aantal villa's, een kerk en een schoolgebouw.
Zijn laatste werk, de Ateliers Berthier, een complex van werkplaatsen en opslag voor de Opéra Garnier, dateert uit 1895. Garnier overleed op 72-jarige leeftijd. Hij ligt begraven op het Cimetière du Montparnasse in Parijs.

## Bekende ontwerpen

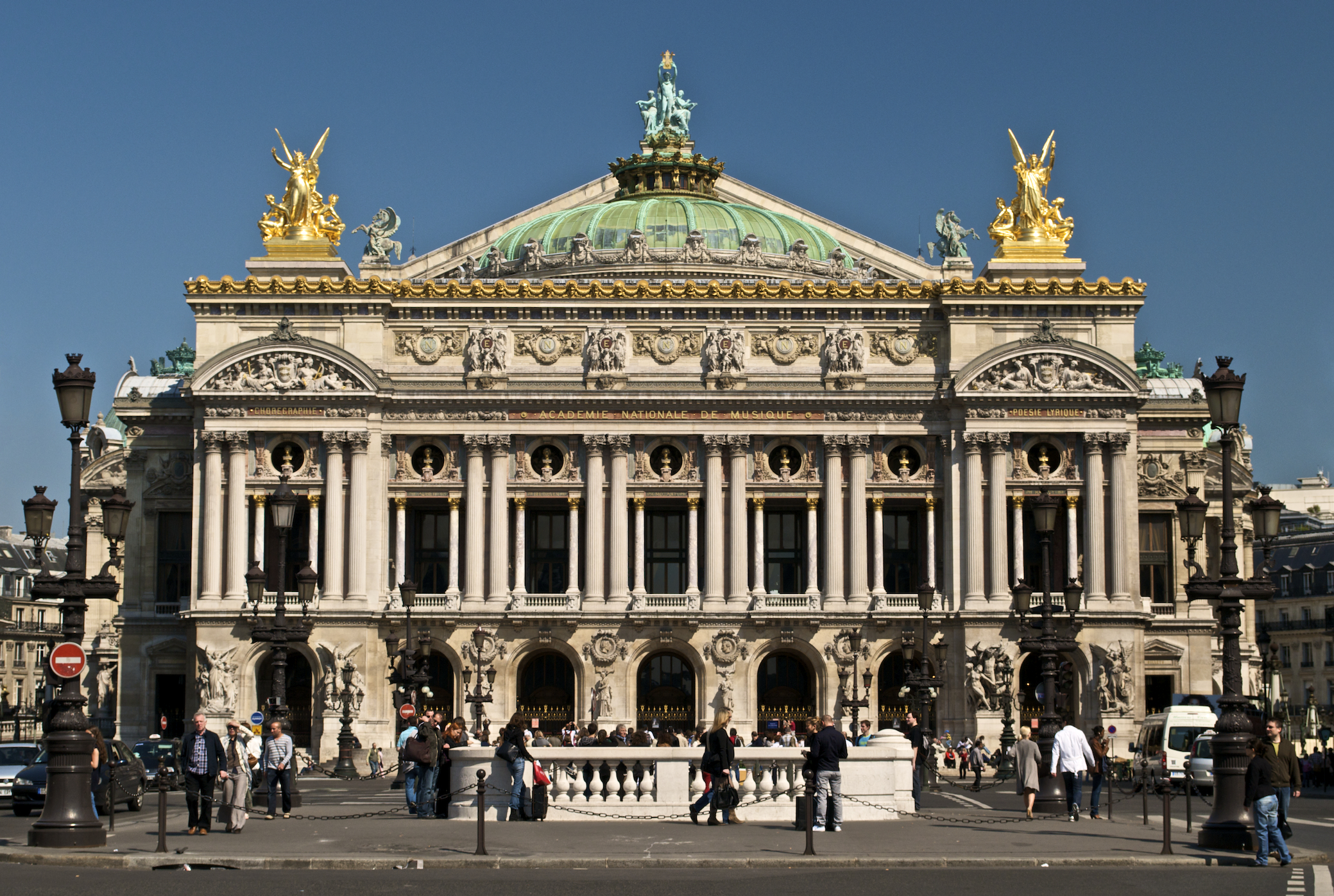
Opéra Garnier in Parijs
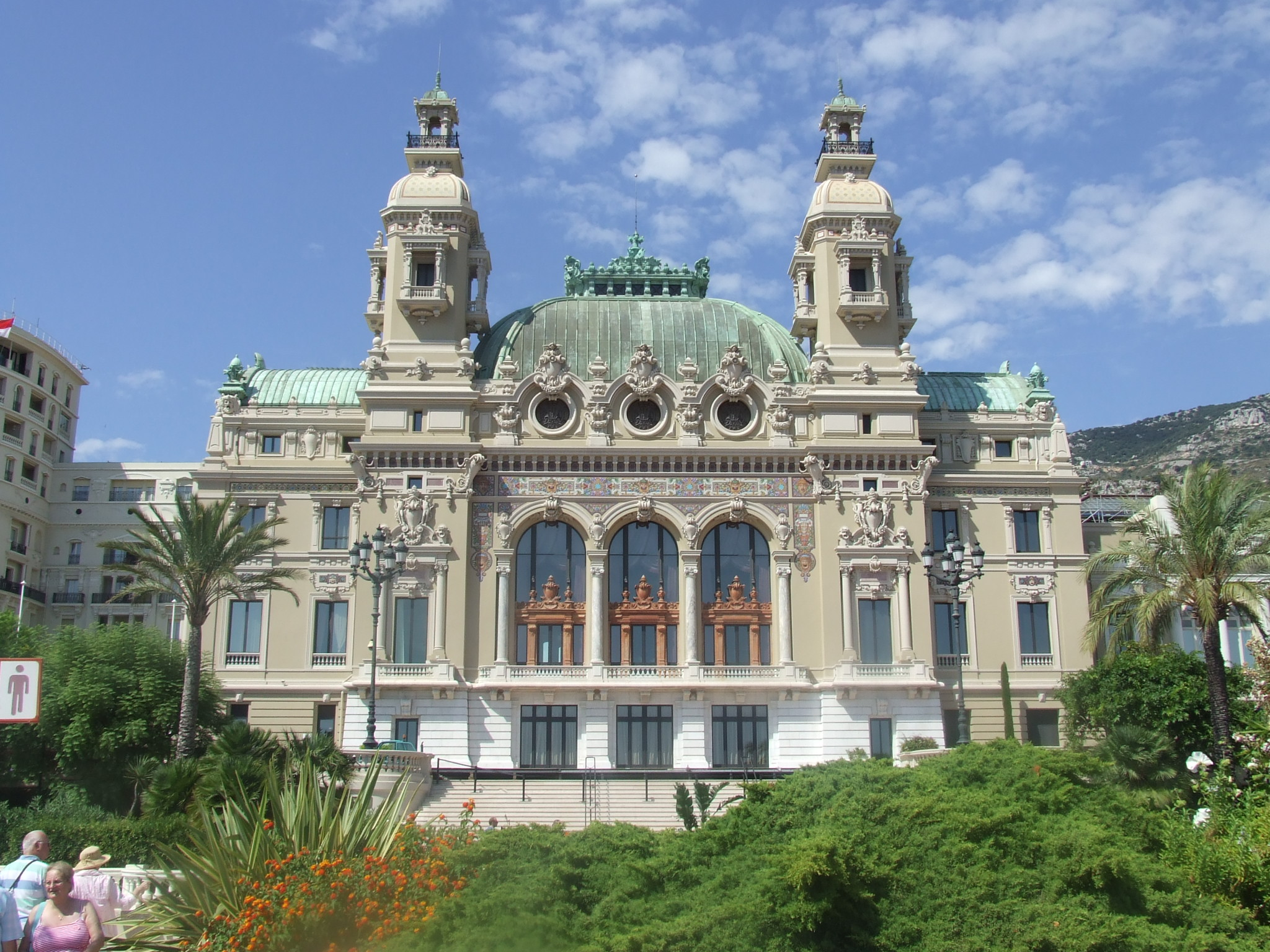
De achterzijde van het Monte Carlo Casino, De Salle Garnier

- Biblioteca Nacional de España: XX1281141
- Bibliothèque nationale de France: cb11904172z (data)
- Catàleg d'autoritats de noms i títols de Catalunya: 981058512665306706
- Gemeinsame Normdatei: 118630903
- International Standard Name Identifier: 0000 0001 2100 8528
- Library of Congress Control Number: n87148328
- Nationale Bibliotheek van Letland: 000238981
- Base Léonore: LH//1077/65
- Nationale Bibliotheek van Tsjechië: xx0013222
- Nationale bibliotheek van Australië: 35482170
- Nationale Bibliotheek van Israël: 987007274164305171
- Nationale Bibliotheek van Polen: a0000001790697
- Nederlandse Thesaurus van Auteursnamen: 071768564
- RKD-Nederlands Instituut voor Kunstgeschiedenis: 113228
- Istituto Centrale per il Catalogo Unico: CUBV071481
- SNAC: w65m6dzc
- Système universitaire de documentation: 026882272
- Trove: 968957
- Union List of Artist Names: 500017182
- Virtual International Authority File: 41840486
- WorldCat: E39PBJycJrf7Py7ct7Dq3W9xDq